# Conacul lui Manolache Negruzzi
Conacul lui Manolache Negruzzi este un monument de arhitectură de importanță națională din satul Tîrnova, raionul Dondușeni (Republica Moldova), construit în a doua jumătate a secolului al XIX-lea – începutul secolului al XX-lea.
Ansamblul a fost construit de unchiul scriitorului Constantin Negruzzi și are următoarele componente: conacul, construit în stil neoclasicist, parcul combinat din copaci fructiferi și specii de copaci decorativi, anexele gospodărești, moara cu valțuri și biserica
construită în 1848 pe teritoriul moșiei. Arhitectura conacului din piatră este caracteristică epocii clasicismului timpuriu și prezintă o planificare simetrică cu un singur nivel, în partea de est, unde mai apoi, s-a adăugat o anexă târzie, pe locul fostei terase boierești(după reparația din 1991-1992), și cu două etaje, în partea de vest. În urma reparației respective, nivelul doi a fost micșorat de două ori în suprafață, balconul vechi, dinspre miazăzi fiind distrus. Între coloanele ce susține tavanul fostei terase centrale cu fațada, ce era deschisă, și la marginea (vestică) căreia este portalul, s-au construit pereți noi. Cele 13 încăperi de la etajul unu al blocului principal erau despărțite prin coridoare în formă de cruce. În fostul coridor era coborârea în "beciul tunelului". Când în conac era sediul școlii(până în 1980), cea mai mare odaie - camera de oaspeți, a fost "sala sportivă", iar trei dormitoare, unite între ele prin uși, cel din mijloc neavând ieșire directă la coridor, au fost "clase primare"(ce în total, în blocul central, erau 8. "Fereastra directorului" era unde e ușa centrală, iar "cancelaria" - deasupra beciului. Baia boierului era "boxa". La etajul 2 a blocului principal, erau 3 odăi mari("cab. de chimie", de unde cobora o scară ce nu s-a păstrat originală; "cab. de fizică" - cel cu balconul distrus, și "radioúzel"), 2 mici("laboratoarele") și coridor scurt, fără fereastră. Blocul de vest, ce este de fapt aceeași clădire, a suferit și el schimbări. Nișa goală, în care era vechea intrare în celălalt beci(ce avea legătură subterană cu primul) a fost transformată în încăpere nouă. În acest bloc erau 4 odăi mari("clase"), 2 mici și coridor cu două coturi, 3 uși, și o fereastră. Centrul de atenție a conacului este fațada principală tratată într-un stil clasicist
Splendoarea conacului, și mai ales cea interioară, se păstrează în memoria bătrânilor învățători și elevi ce au lucrat și au învățat aici până în 1980. Un fost elev își amintește de frumoasele ornamente încrustate în lemn, ce unei învățătoare i-au plăcut atât de mult, încât le-a luat acasă. Mai apoi, întâmplător sau nu, pe când ieșea din cancelarie, a căzut în golul scărilor beciului, ce erau în coridorul lat de 3m. Anume atunci, frumoasa și vechea balustradă dispărută nu era înlocuită cu alta nouă. D-na învățătoare a scăpat cu răni ușoare și cu învățătura că patrimoniul nu trebuie furat ci, protejat. Deși "periculoasele scări" au urmat să avertizeze pe ceilalți, totuși soba din "cafel suedez", de marmură albă, a fost desfăcută și nimeni n-a mai văzut-o. Aceeași soartă a avut-o și parchetul de stejar ce era prin toate odăile și coridoarele.  Probabil din motive de vandalizare sălbatică, sau - că începea să cadă tavanul(cum a fost în cabinetul unei profesoare ce a mărturisit din acestea), cineva a scris o plângere de situație. Reacția de mobilizare a Leonidei Lari nu a întârziat. Astfel a început reparația conacului căruia nu i-au mai fost întoarse podoabele din interior. Reparația, făcută mai mult cu sila, și care a anulat majoritatea încăperilor, a Știrbăț și din frumusețea exterioară, inclusiv prin eliminarea unor elemente reliefate arhitecturale și înlocuirea cu tencuială pe peretele rămas neted în locul lor. Actualmente conacul, sau casa de ceremonii se află în stare satisfăcătoare-medie.  
Primul stăpân și întemeietorul conacului - Manolache Negruzzi(n. până la 1800+1888) - l-a ridicat într-un timp mai îndelungat, terminându-l la bătrânețe. În 1817 Manolache era deja stăpânul satului. Mai întâi a construit biserica nouă, pe moșia sa, în 1825, pe care a reconstruit-o în 1848 și a împrejmuit-o cu zid(din care s-a păstrat un metru). Apoi, în 1888, ultimul an de viață, a mai fost o reconstrucție a bisericii, care lucrare, conform unei legende, s-a făcut, sub umbra boierului", adică, el a supravegheat mereu toată lucrarea de zidire. Din cele rămase de la boier sunt: câteva drumuri pavate cu piatră și granit(aproape 2km, din care cca 100m au rămas originale); "școala de băieți"(care construcție este și acum); parcul mare și cel mic; turnul de apă, folosit până la sfârșitul sec. XX; mai multe fântâni mari, din care, cel puțin două au fost acoperite. Ținând cont de cronologia lucrurilor realizate, ultimele ar fi fost rămase de la un urmaș al lui Manolache - careva din cei a căror nume sunt scrise pe placa de pomenire, păstrată în biserică. Boierul Manolache a contribuit mult și la construcția Spitalului de Zemstvă(1875), și alte lucruri bune a făcut. Până când nu e cunoscut locul mormântului boierului Manole Negruzzi, după unele spuse aceasta ar fi sub apsida de nord a bisericii. "Ultima cucoană" în anii 1925-1930 mai stăpânea curtea boierească. Bătrânii mărturiseau cum supraveghea situația, mergând prin parc cu câini de rasă - ,,vara pe jos, iarna cu sania". Aceasta a dăruit școlii "livada târzie". Mormântul ultimei cucoane e unde sfârșea zidul pământului bisericii, în locul ce era mijlocul parcului(acum - marginea lui).
Moșia boierească, ce era înconjurată cu zid din trei părți și de la nord - nu, în plan general, era aproape un pătrat(cca.400/400m) din care ieșeau afară curtea conacului și grădinile slugilor, ce erau tot în cadrul ei și care sunt teren locativ: cele de jos - str. C. Negruzzi; cele de sus - str. M. Eminescu(n-re pare). Tot acest teren era despărțit în trei fâșii paralele, prin alei de castan și pin și, prin zidul bisericii. În fâșia de jos erau: la vest - curtea conacului și a morii cu valțuri, unde erau primite căruțele și se întăreau caii(piața); la mijloc - acareturile(fostul combinat) din care a rămas doar "beciul de jos" sau "beciul deținuților"; la est - "livada târzie" de mere(teren locativ). În fâșia de mijloc erau: la vest - casa parohială(între biserică și monumentul eroilor din războiul ll mondial) și pământul bisericii(parcul nou); la mijloc - jumătatea de jos a parcului boierului; la est - "livada bătrână" de mere și prisaca(parcul nou). În fâșia de sus erau: la vest - "casa judecătorului"(școala și parcul sanatoriului) și "casa primarului Munteanu"(fostă grădiniță); la mijloc - jumătatea de sus a parcului boierului(defrișată pentru construcția sanatoriului și din care au rămas câțiva castani); la est - viile și livada de prune(stadionul). În afara acestui teritoriu, adică pe locul școlii și primăriei actuale, boierul mai avea câteva construcții. Unde e clădirea primăriei, era un atelier meșteșugăresc, iar mai sus, la crucea de piatră, era grajdul pentru caii celor ce veneau la moară, pe temelia căruia a fost "școala de fete". Mai sus era parcul mic, în dreptul căruia, lângă drum, era o fântână mare. Deasupra lor s-a zidit "școala de băieți", a cărei clădire, cu valoare arhitecturală, s-a păstrat[2].
bibliografie: conform planului completat de trei învățători și fotografiei vechi, ce s-a păstrat. Mărturiile lui Gheorghe D. Ispravnic, slujitor la curte și, Vasilie Rusu, veteran și, Ispravnic C.F.

## Vezi și
- Lista conacelor din Republica Moldova